# 長瓣擬鮟鱇
長瓣擬鮟鱇（学名：Lophiodes fimbriatus），為輻鰭魚綱鮟鱇目鮟鱇亞目鮟鱇科的其中一種，分布於西北太平洋的日本和歌山縣海域，棲息深度約15公尺，體長可達7.5公分，為底棲性魚類，屬肉食性，生活習性不明。

## 擴展閱讀
維基物種上的相關：長瓣擬鮟鱇